# Inma Sancho
Inma Sancho (València, 1964) és una actriu valenciana de teatre, cinema, televisió i doblatge; directora teatral i professora d'interpretació. Llicenciada en Art Dramàtic i en Magisteri amb especialitat de Filología Francesa. A més ha estudiat dansa i música al Conservatori de València. Al teatre ha participat a més de 30 muntatges, dirigint més d'una dotzena. A la televisió protagonitzà la sèrie de Canal 9 "Matrimonis i patrimonis" (2006), un personatge secundari a l'exitosa sèrie "L'Alqueria Blanca" (2007-2010). També s'integrà als equips de les sèries valencianes "A flor de pell", "Socarrats", "Maniàtics" i "Evolució", i a "Amar es para siempre" d'Antena 3 (2013-2014) i "Mira lo que has hecho" de Movistar +. Pel que fa al seu currículum cinematogràfic destaquen els papers a les pel·lícules "Tranvía a la Malvarrosa" (1997), "Cicuta" (1998) o "Tres Forasters a Madrid". En doblatge, ha portat durant 456 episodis el rol de Conan Edogawa en la seva versió valenciana, el protagonista de la sèrie Detectiu Conan.